# Кендалл, Барбара
Барбара Кендалл (англ. Barbara Anne Kendall; 30 августа 1967 года; Папакура,  Новая Зеландия) — новозеландская яхтсменка, член Международного олимпийского комитета. Единственная женщина от Новой Зеландии — участница пяти Олимпийских игр. Многократная чемпионка мира, обладательница золотой (1992), серебряной (1996) и бронзовой (2000) медалей Олимпийских игр в парусном спорте. Чемпионка Новой Зеландии в классах «Мистраль» (1995) и RS:X (2007).

## Биография
Следуя по стопам своего старшего брата Брюса Кендалла, Барбара занялась парусным спортом в 1984 году, когда ей было 17 лет. Спустя 8 лет, в 1992 году, она выиграла золотую медаль на Олимпийских играх 1992 года в Барселоне. Это была единственная золотая медаль Новой Зеландии на играх и первая женская золотая медаль за последние 40 лет, со времён победы Иветт Уильямс в прыжках в длину на Олимпийских играх 1952 года.
Спустя 4 года, Кендалл отправилась повторять достижение Барселоны на Олимпийские игры 1996 года в Атланте, но проиграла представительнице Гонконга Ли Лишань и стала обладательницей серебряной медали. На церемонии открытия игр она также была знаменосцем сборной Новой Зеландии. Свою третью олимпийскую медаль, ставшую бронзовой, она завоевала на играх в Сиднее в 2000 году.
После игр в Сиднее Кендалл родила своего первого ребёнка и многие предполагали, что она уйдет из профессионального спорта. Вместо этого, в 2002 году она стала чемпионкой мира в Таиланде (ранее выигрывала титул в 1998 и 1999 годах) и выиграла отбор на четвертые Олимпийские игры в Афинах, заняв там 5 место. В 2007 году стала обладательницей серебряной медали на чемпионате мира в Португалии, заняла четвёртое место на чемпионате Европы и выиграла регату Princess Sofia в Испании. Приняв участие в Олимпийских играх в Пекине, стала единственной женщиной от Новой Зеландии — участницей пяти Олимпийских игр. В мае 2010 года объявила о завершении спортивной карьеры.
В течение долгого времени была амбассадором Новой Зеландии по сорту и отдыху, а также тренером по виндсёрфингу. Представляла спортсменов Океании в Международном олимпийском комитете с 2005 по 2008 года, заменив на этом посту Сьюзан О’Нилл и до 2008 года была участницей комиссии атлетов Олимпийского комитета Новой Зеландии. Была избрана членом Международного олимпийского комитета в июле 2011 года, после чего стала участницей комиссии спортсменов, комиссии «Женщины в спорте» и комиссии «Спорт и активное общество».
Является обладательницей множества национальных званий, от «Яхтсмен года Новой Зеландии» (1992, 1998) до «Спортсменки года» на премии Halberg Awards (1996, 1998, 1999, 2000 и 2002) и Lonsdale Cup в 1999 году. В 1993 году, стала членом ордена Британской империи. В 2007 году вошла в Международный зал Славы парусного спорта.